# もういちど教えてほしい
「もういちど教えてほしい」は、ユリアーナ・シャノーの3枚目のシングル。1999年2月24日に発売された。

## 概要
映画『ガメラ3 邪神〈イリス〉覚醒』の主題歌として作曲された。作詞は監督の金子修介。
映画のサウンドトラックアルバムには、シングル盤とはアレンジの異なるサントラバージョンが収録されている。
金子によれば、歌に込めたメッセージには、本作のテーマの一つである「恋愛」の他にも「もう一度ガメラに帰ってきてほしい」というものがあり、これは「キャラクターとしてのガメラ」と「作品としてのガメラ」を指すとされている。金子は撮影時には「もうやりたくない、やりきった」と「またガメラをやりたい」という相反する感情を抱えていたが、本曲の作詞を行っている際には後者（またやりたい）が心の中にあったとしている。
歌手の選出には徳間康快の意向によって徳間音工（現徳間ジャパンコミュニケーションズ）の関係者が重視され、吉幾三にするわけにもいかない事もあり、新人のユリアーナ・シャノーが注目されたという。一方で、当初はTWO-MIXが歌うという方向で話が進んでいた時期もあった。

## 収録曲
1. もういちど教えてほしい
  - 作詞：金子修介　作曲：大谷幸　編曲：ヨシオ・J・マキ
2. Into Your Heart, My Love Will Flow
  - 作詞：A. M. Meadows　作曲・編曲：ヨシオ・J・マキ
3. もういちど教えてほしい (MUSIC TRACK)

## 収録アルバム
- ガメラ3 邪神〈イリス〉覚醒 オリジナルサウンドトラック (#44：サントラバージョン)
- 平成ガメラ三部作 オリジナル・サウンドトラック
　Disc.3 (#44：サントラバージョン　#48：シングルバージョン　#49：MUSIC TRACK)

## カバー
- 平井堅（1999年9月28日）AIR-G' FMのラジオ番組『平井堅のオレは歌バカだ！』内の生歌コーナーにて歌唱。
- 城南海（2012年5月20日）＜ウタアシビ2012春＞東京公演にてライヴ歌唱。城はこの曲をデビュー時のオーディション課題曲として、亡祖母への思いを込めながら歌っていた。[2]
- 愛山ユウ（2014年10月26日）下北沢CAVE BEにてライヴ歌唱。[3]